# 요시다 도요

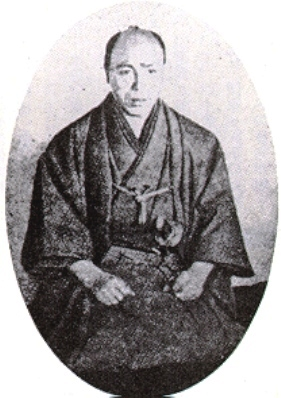
요시다 도요

요시다 도요(일본어: 吉田東洋, 1816년 ~ 1862년 음력 4월 8일)는 도사번의 번사였다. 그는 한때 파면되어 은거를 당했지만, 도사 번의 참정(参政)으로 복귀해 문벌 타파, 식산 흥업, 군제 개편, 개국 무역 등 부국 강병을 목적으로 한 여러 혁신적인 개혁을 수행하였다. 이는 도사 번에 적지 않은 동향을 주었으나, 보수세력과 존왕양이(尊王攘夷)론자들로 결성된 집단인 도사 근왕당(土佐勤王党)의 가치관과 맞지 않아 이들과 정치적으로 대립하였고, 결국 1862년 음력 4월 8일일 도사 근왕당의 나스 신고(那須信吾), 다카미 야이치(高見弥市), 야스오카 가스케(安岡嘉助)에게 암살당했다.

## 같이 보기
- 고토 마사하루
- 요시다 마사하루

| 전임 요시다 마사키요 | 도사 요시다씨 당주 1841년 ~ 1862년 | 후임 요시다 마사하루 |